# Miccolamia tuberculipennis
Miccolamia tuberculipennis là một loài bọ cánh cứng trong họ Cerambycidae.